# ستراخوتیتسه
ستراخوتیتسه (به چکی: Strachotice) یک منطقهٔ مسکونی در جمهوری چک است که در ناحیه زنویمو واقع شده‌است. ستراخوتیتسه ۲۰٫۴۷ کیلومتر مربع مساحت و ۱٬۰۴۳ نفر جمعیت دارد و ۱۹۷ متر بالاتر از سطح دریا واقع شده‌است.